# یواس‌اس آلیانس (۱۷۷۸)
یواس‌اس آلیانس (۱۷۷۸) (به انگلیسی: USS Alliance (1778)) یک کشتی بود که طول آن ۱۵۱ فوت (۴۶ متر) بود. این کشتی در سال ۱۷۷۸ ساخته شد.